# Somálsko (Etiopie)
Somálsko (somálsky Gobolka Soomaalida, amharsky: ሶማሊ ክልል), plným názvem Somálský stát, je jedním ze svazových států Etiopie (kililoch). Jeho hlavním městem je Džidžiga a většinu jeho obyvatel tvoří Somálci. Jde o druhý největší etiopský federální stát po Oromii.
Území etiopského tj. západního Somálska se nachází z velké části v oblasti Ogaden, o kterou se v letech 1977 až 1978 vedla etiopsko-somálská válka. Na severu hraničí etiopské Somálsko s Džibutskem a na východě se Somálskem. V rámci Etiopie sousedí na severozápadě s Afarskem a na celém zbytku západní hranice sousedí s Oromií, mezi kterou a Somálsko je na severní části hranice vklíněno federální město Dire Dawa.

Vlajka 2008–2018

V roce 2007 žilo v etiopském Somálsku 4 439 147 obyvatel.